# Solanum indicum
Solanum indicum es una especie de planta fanerógama de la familia Solanaceae.  Es originaria de Madagascar. 

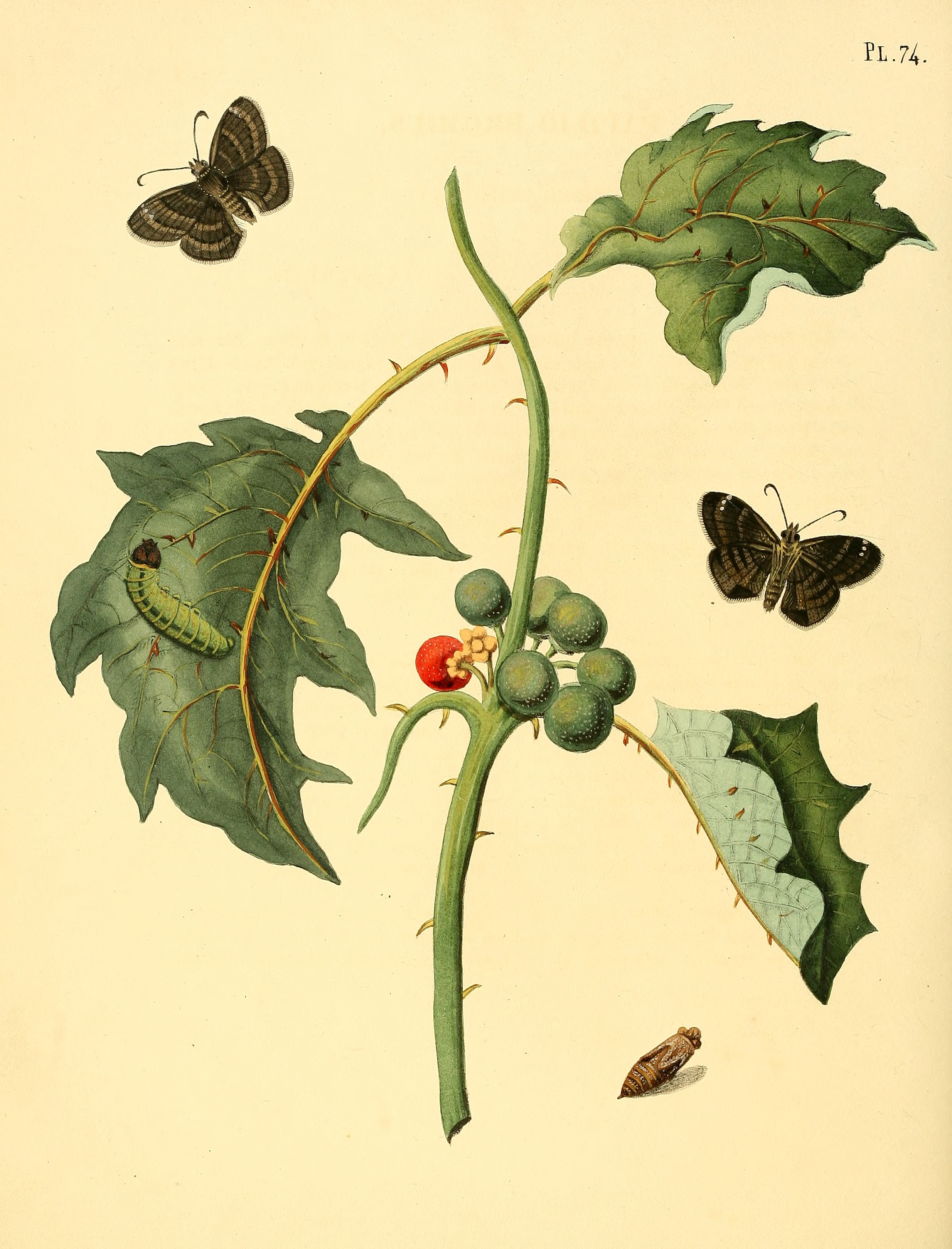
Ilustración

## Taxonomía
Solanum indicum fue descrita por Carlos Linneo y publicado en Species Plantarum 1: 187. 1753.
Etimología
Solanum: nombre genérico que deriva del vocablo Latíno equivalente al Griego στρνχνος (strychnos) para designar el Solanum nigrum (la "Hierba mora") —y probablemente otras especies del género, incluida la berenjena —, ya empleado por Plinio el Viejo en su Historia naturalis (21, 177 y 27, 132) y, antes, por Aulus Cornelius Celsus en De Re Medica (II, 33). Podría ser relacionado con el Latín sol. -is, "el sol", debido a que la planta sería propia de sitios algo soleados.
indicum: epíteto geográfico que alude a su localización en el Océano Índico.